# Штерн, Юрий
Юрий Лейбишевич Штерн (29 марта 1949, Москва — 16 января 2007, Иерусалим) — израильский политик, депутат кнессета 14, 15 и 16-го созывов, член фракций партий «Исраэль ба-Алия» и «Наш дом Израиль».

## Общественная деятельность
В 1971—1981 гг. Юрий Штерн работал преподавателем на экономическом факультете МГУ (имел учёную степень кандидата экономических наук). Одновременно участвовал в подпольном сионистском движении (1978—1981 гг.).
После репатриации в Израиль был секретарем поселения Эль Давид (1983—1985 гг.) . Один из основателей и руководителей Центра по информации и образованию советских евреев и Сионистского Форума советских евреев (1983—1989 гг.). В 1989—1992 гг. Юрий Штерн являлся советником комиссии кнессета по иммиграции и абсорбции. В 1990—1995 гг. Ю. Штерн работал в федерации торговых палат Израиля, отвечал за связи со странами СНГ.

## Политическая деятельность
В 1995—1996 гг. с Натаном Щаранским Юрий Штерн был одним из создателей партии «Исраэль ба-Алия», объединившей русскоязычных политиков Израиля перед выборами в кнессет 14-го созыва. Будучи депутатом кнессета 14-го созыва (29 мая 1996 г. — 17 мая 1999 г.), состоял в комиссии по иностранным делам и обороне. В кнессетах 15, 16 и 17-го созывов представлял партию «Наш дом Израиль». В кнессете 16-го созыва был руководителем фракции «Наш дом Израиль — Ихуд Леуми». В правительстве Ариэля Шарона занимал должность заместителя министра в министерстве главы правительства.

## Занимаемые посты
- Зам. председателя Комитетета солидарности с евреями СССР
- Председатель Ассоциации новых предпринимателей Израиля.
- Член президиума Сионистского форума.
- Член президиума Израильского форума.
- Депутат кнессета 14, 15 и 16-го созывов (1996—2007).
- Зам. министра в министерстве главы правительства Израиля.
- Председатель комиссии по государственному контролю.

## Увековечивание памяти
21 октября 2012 года в иерусалимском квартале Писгат Зеев состоялась официальная церемония присвоения одной из улиц имени Юрия Штерна.